# منتخب بلجيكا لاتحاد الرغبي للسيدات
منتخب بلجيكا الوطني لاتحاد الرغبي للسيدات (بالفرنسية: Équipe de Belgique féminine de rugby à XV)‏ هو ممثل بلجيكا الرسمي في المنافسات الدولية في اتحاد الرغبي للسيدات. تأسس في 29 أكتوبر 1986.

## وصلات خارجية
- الموقع الرسمي